# John P. Hale

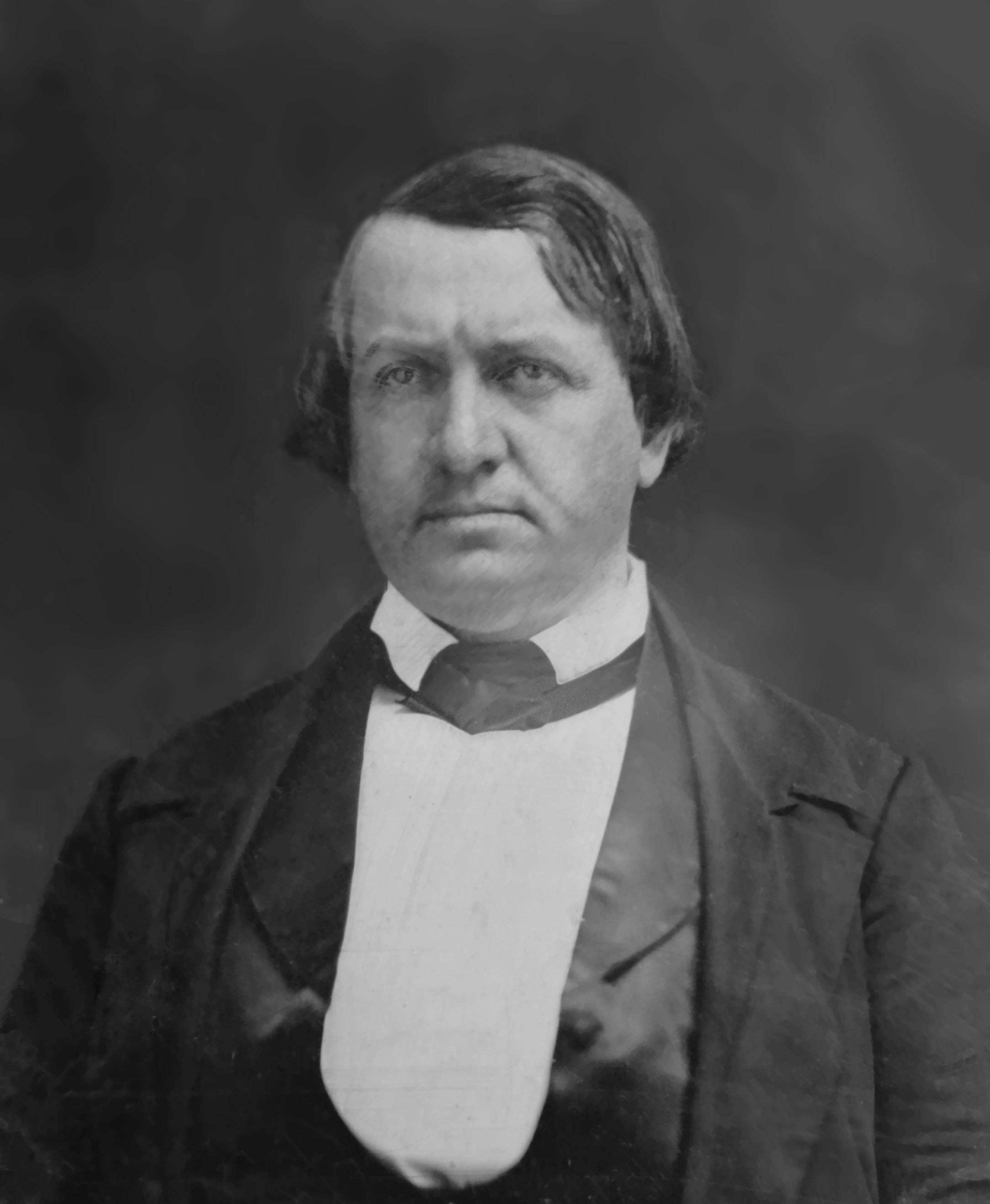
John Parker Hale

John Parker Hale, född 31 mars 1806 i Rochester, New Hampshire, död 19 november 1873 i Dover, New Hampshire, var en amerikansk politiker och diplomat. Han representerade delstaten New Hampshire i båda kamrarna av USA:s kongress, först i representanthuset 1843-1845 och sedan i senaten 1847-1853 samt 1855-1865. Han var en framträdande abolitionist och Free Soil Partys presidentkandidat i presidentvalet i USA 1852. Hale var först demokrat, sedan obunden demokrat, därefter en av de främsta ledarna i Free Soil Party. Efter det partiets upplösning representerade Hale först Opposition Party och gick sedan 1857 med i republikanerna.
Hale gick i skola i Phillips Exeter Academy. Han utexaminerades 1827 från Bowdoin College. Han studerade sedan juridik och inledde sin karriär som advokat i Dover, New Hampshire. Han gifte sig med Lucy Lambert. Han tjänstgjorde som federal åklagare 1834-1841.
Hale blev invald i representanthuset i kongressvalet 1842 som demokrat. Delstatens lagstiftande församling valde honom 1846 till USA:s senat för en sexårig mandatperiod. För första gången hade en abolitionist blivit invald i senaten. Ändå efterträdde Hale en annan abolitionist, Joseph Cilley, som senator. Detta skedde i och med att fyllnadsvalet av Cilley, som tjänstgjorde som senator 1846-1847, förrättades först tre dagar efter valet av Hale för den ordinarie mandatperioden. Cilley var medlem i abolitionistiska Liberty Party, medan Hale kandiderade som obunden demokrat.
Hale bytte snabbt parti till Free Soil Party som grundades år 1848. Han fick inte partiets nominering i presidentvalet i USA 1848. I stället nominerades en annan före detta demokrat, ex-presidenten Martin Van Buren. Han kom på tredje plats med 10,1% av rösterna. Fyra år senare nominerade partiet Hale. Hans vicepresidentkandidat var George Washington Julian. Hale och Julian kom på tredje plats och fick 4,9% av rösterna. Till president valdes en annan politiker från New Hampshire, demokraternas kandidat Franklin Pierce.
Hale efterträddes 1853 som senator av Charles G. Atherton. Atherton avled senare samma år i ämbetet. Hale fyllnadsvaldes 1855 till senaten och han omvaldes fyra år senare. Emellertid hade Free Soil Party blivit upplöst och Hale gick med i Opposition Partys grupp i senaten. Gruppen bestod till största delen av whigs, ett annat parti som vid sidan av Free Soil Party höll på att försvinna från den politiska scenen. Hale bytte 1857 parti till republikanerna. Han efterträddes 1865 i senaten av Aaron H. Cragin.
Hale var chef för USA:s diplomatiska beskickning i Madrid 1865-1869. Han avled 1873 och gravsattes på Pine Hill Cemetery i Dover.